# Evil Aliens
Evil Aliens es una película dirigida por Jake West en 2005. Sigue la línea de películas gore como Braindead y The Evil Dead.

## Trama
Debido a la baja audiencia de su programa "Weird Worlde", la reportera Michelle Fox viaja junto a sus asistentes a un pequeño pueblo de Gales para investigar una extraña historia sobre extraterrestres. Aunque dudan de la veracidad de la noticia deciden entrevistar al único testigo y recrear la escena. Los protagonistas descubren que la historia era cierta y una flota de naves alienígenas está dispuesta a atacar al planeta Tierra. Junto a tres granjeros los personajes deberán enfrentarse a un gran número de extraterrestres para salvar sus vidas y obtener la noticia del año.

## Premios
- El año 2005 ganó el Raindance Award en los British Independent Film Awards.